# Roberto Vitacca
Roberto Vitacca También conocido como Rob Vitacca, nació el 28 de mayo en Stuehlingen Alemania , vocalista de la banda alemana "Lost", ahora se une a las filas de la banda Lacrimas Profundere tras la retirada de Christopher Schmid aportando su impresionante voz que concuerda perfetcto con el estilo de la banda.

## Curiosidades
- Tiene el estilo esperado para Lacrimas Profundere ya que su voz es muy parecida al del anterior vocalista.
- Muchas Personas han dicho que su estilo es semejante a Ville Valo, vocalista de la banda HIM inclusive se ha dicho que LOST banda de la cual Rob también forma parte , imita a la HIM en especial el la canción de Lost llamada Waiting for you